# Nissolia
Genre
Classification phylogénétique
Synonymes
- Pseudomachaerium Hassl[2].

Nissolia est un genre de plantes à fleurs dicotylédones de la famille des Fabaceae, sous-famille des Faboideae, originaire d'Amérique, qui comprend 18 espèces acceptées.
Ce sont des plantes herbacées vivaces volubiles ou des arbrisseaux.

## Étymologie
Le nom générique, « Nissolia », est un hommage à Guillaume Nissole (1647-1735), botaniste français.

## Distribution et habitat
L'aire de répartition originelle du genre Nissolia se situe dans les régions tropicales du Nouveau Monde. Nissolia fruticosa Jacq. est répandue le long de la cordillère des Andes, du Mexique à l’Argentine et au Paraguay. Les autres espèces ont des aires de répartition limitées au Mexique, mais également dans le sud-ouest des États-Unis.
Les espèces de ce genre se rencontrent dans les forêts, fruticées et prairies saisonnièrement sèches, tropicales à tempérées chaudes, souvent dans des sites mésiques, à la lisières des forêts, sur les rives des cours d'eau, sur les collines et dans les ravins.

## Liste d'espèces
Selon The Plant List (7 octobre 2018) :
- Nissolia chiapensis Rudd
- Nissolia fruticosa Jacq.
- Nissolia gentryi Rudd
- Nissolia hintonii Sandwith
- Nissolia hirsuta DC.
- Nissolia laxior (Robinson) Rose
- Nissolia leiogyne Sandwith
- Nissolia microptera Poir.
- Nissolia montana Rose
- Nissolia parviflora Moench
- Nissolia platycalyx S.Watson
- Nissolia platycarpa Benth.
- Nissolia pringlei Rose
- Nissolia ruddiae see Cruz Durán Ramiro & M. Sousa
- Nissolia schottii A.Gray
- Nissolia setosa Brandegee
- Nissolia uniflora Moench
- Nissolia wislizeni A.Gray